# Марковское (Сумская область)
Марковское (укр. Марківське) — село, Роменская городская община, Роменский район, Сумская область, Украина.
Население по переписи 2001 года составляло 71 человек.

## Географическое положение
Село Марковское находится на расстоянии до 1,5 км от сёл Перекоповка, Весёлая Степь и посёлок Беловодское. По селу протекает пересыхающий ручей с запрудой. Рядом проходят автомобильная дорога Т-1907 и
железная дорога, станция Беловоды в 2,5 км.